# Dur-Șarrukin

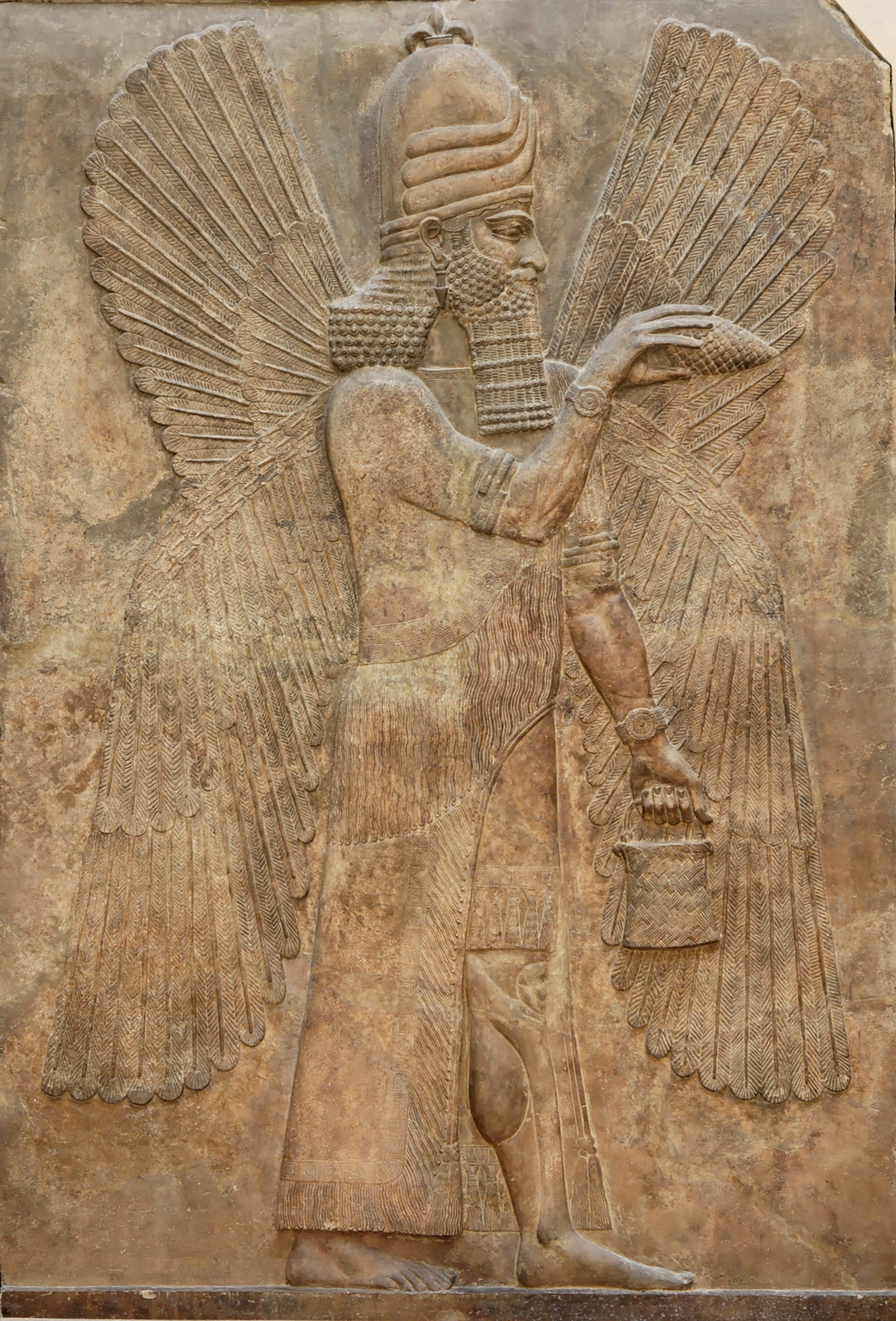
Zeitate asiriană din Palatul lui Sargon

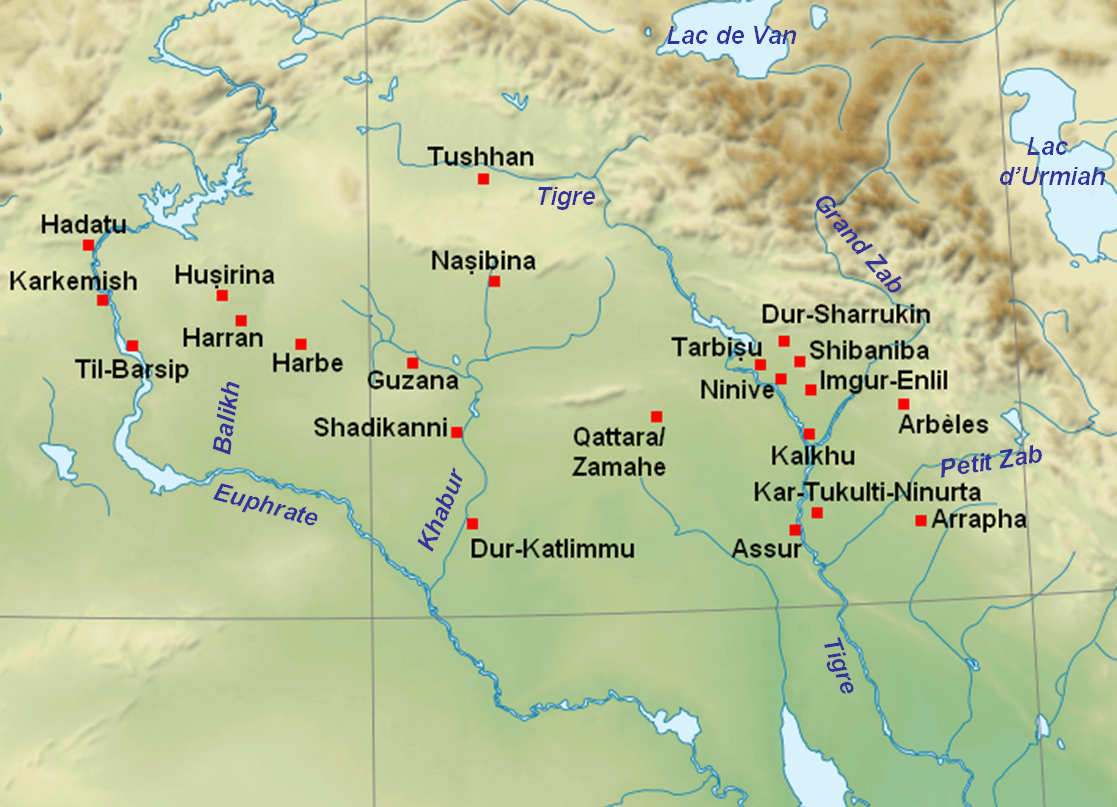
Mesopotamia în perioada neo-asiriană (denumirile în franceză)

Dur-Șarrukin (Cetatea lui Sargon), azi Khorsabad, a fost capitala asiriană în timpul lui Sargon al II-lea. Khorsabad este un sat din nordul Irakului, la 15 km nord-est de Mosul, care este și astăzi locuit de asirieni. Cetatea cea mare a fost în întregime construită în deceniul dinaintea anului 706 î.Hr.. După moartea neașteptată a lui Sargon în luptă, capitala a fost mutată la 20 km în sud la Ninive.  